# Igrzyska czarnomorskie
Igrzyska czarnomorskie – multidyscyplinarne zawody sportowe, których pierwsza edycja odbyła się w roku 2007. Począwszy od 2010 roku impreza odbywać się będzie w interwale czteroletnim. Idea zorganizowania igrzysk narodziła się już w roku 1997.

## Uczestnicy

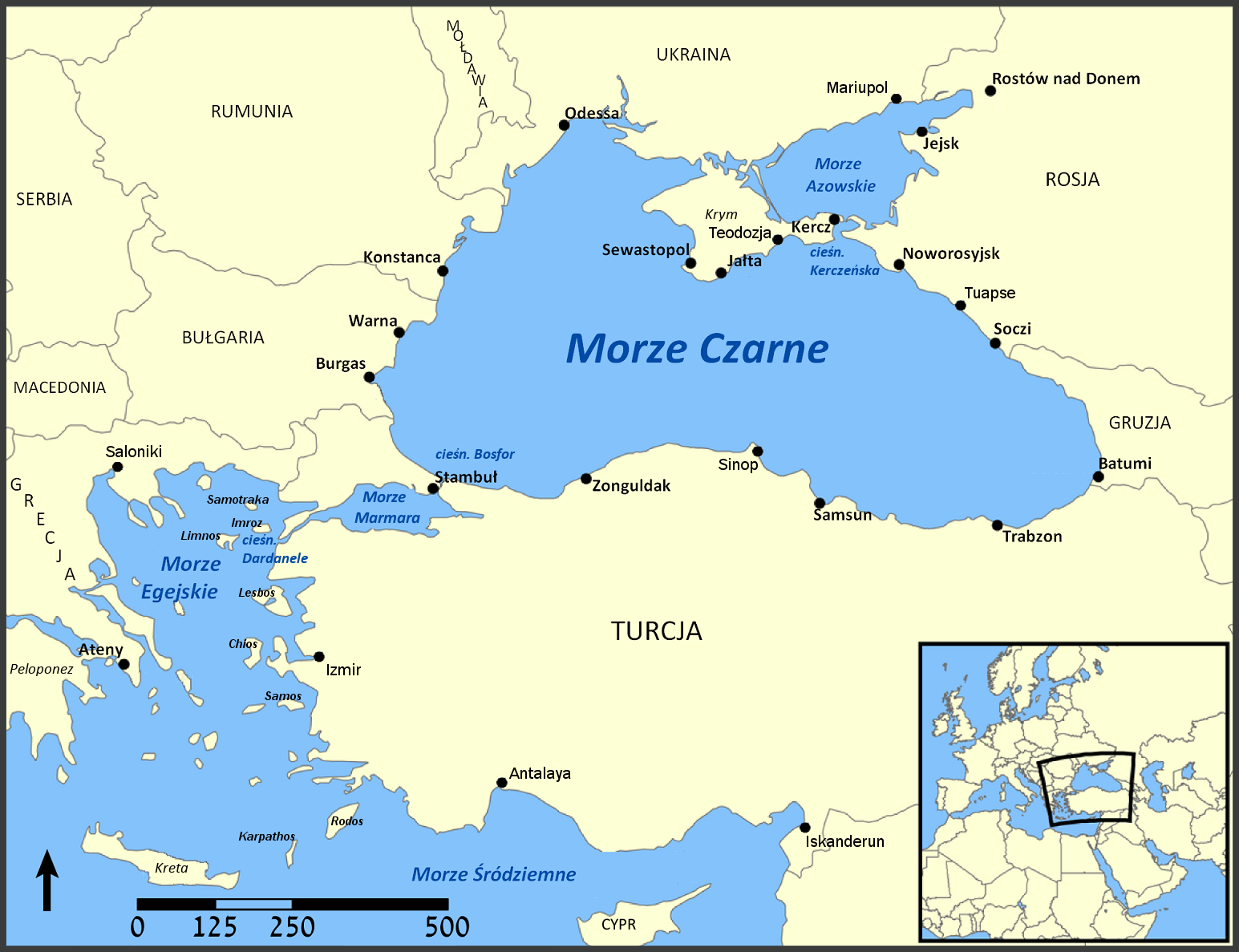
Mapa basenu Morza Czarnego

W zawodach biorą udział kraje leżące w basenie Morza Czarnego. Uczestnictwo w zawodach reguluje statut igrzysk czarnomorskich. Obecnie w imprezie startują reprezentanci 12. krajów:
| - Albania - Armenia - Azerbejdżan - Bułgaria - Grecja - Gruzja |  | - Mołdawia - Rumunia - Rosja - Serbia - Turcja - Ukraina |

## Edycje
| Edycja | Gospodarz |
| ------ | --------- |
| 2007   | Trabzon   |
| 2010   | Konstanca |
| 2014   | Samsun    |

## Dyscypliny
| - Łucznictwo - Lekkoatletyka - Koszykówka - Kolarstwo - Piłka nożna |  | - Gimnastyka - Pływanie - Taekwondo - Siatkówka - Zapasy |